# Краснофлотск
Краснофло́тск — демонтированная железнодорожная станция в Ломоносовском районе Ленинградской области.

## История
Линия к форту «Красная Горка» была открыта в 1909 году как подъездной путь от Ораниенбаума. В 1926 году на линии, возле форта была построена станция, получившая название Краснофлотск. Станция была расположена в Ленинградской области и относилась к участку Санкт-Петербург — Веймарн Октябрьской железной дороги. Код станции в ЕСР — 074907, в Экспресс-3 — 2005383. Станция имела 4 пути и высокую платформу, при станции имелась водонапорная башня с колонкой для заправки паровозов.
Краснофлотск — конечная станция короткого ответвления от основной линии в районе посёлка Лебяжье (станция Лебяжье). Вблизи железнодорожной станции находится посёлок Форт Красная Горка. До Краснофлотска ходили пассажирские электропоезда с Балтийского вокзала.
На 1981 год по станции выполнялись приём и выдача грузов на подъездных путях, а также продажа билетов на поезда местного и дальнего следования с приёмом и выдачей багажа.
С 11 января 2011 года на станции было прекращено движение электропоездов. Железнодорожные энтузиасты и историки предлагали превратить станцию в филиал железнодорожного музея или запустить по участку ретро-поезда, но финансирования на этот проект не нашлось. К 2015 году пути станции заросли молодыми елями, посадочная платформа покрылась мхом; часть железнодорожного хозяйства была разворована. Закрытие движения на линии привело к ухудшению транспортной доступности посёлка Красная Горка и вынудило часть жителей, работавших в Санкт-Петербурге, переехать. В начале 2019 года платформа станции была демонтирована вместе с промежуточной платформой Красная Горка.
В 2022 году станцию Краснофлотск своими силами стали восстанавливать энтузиасты: студенты-железнодорожники расчистили пути и начали устанавливать на место рельсы. В их планах также было отремонтировать здание вокзала. На лето 2024 года реставрация продолжалась: велась укладка шпал под первый путь, готовилась дрезина.